# Challenger de Košice

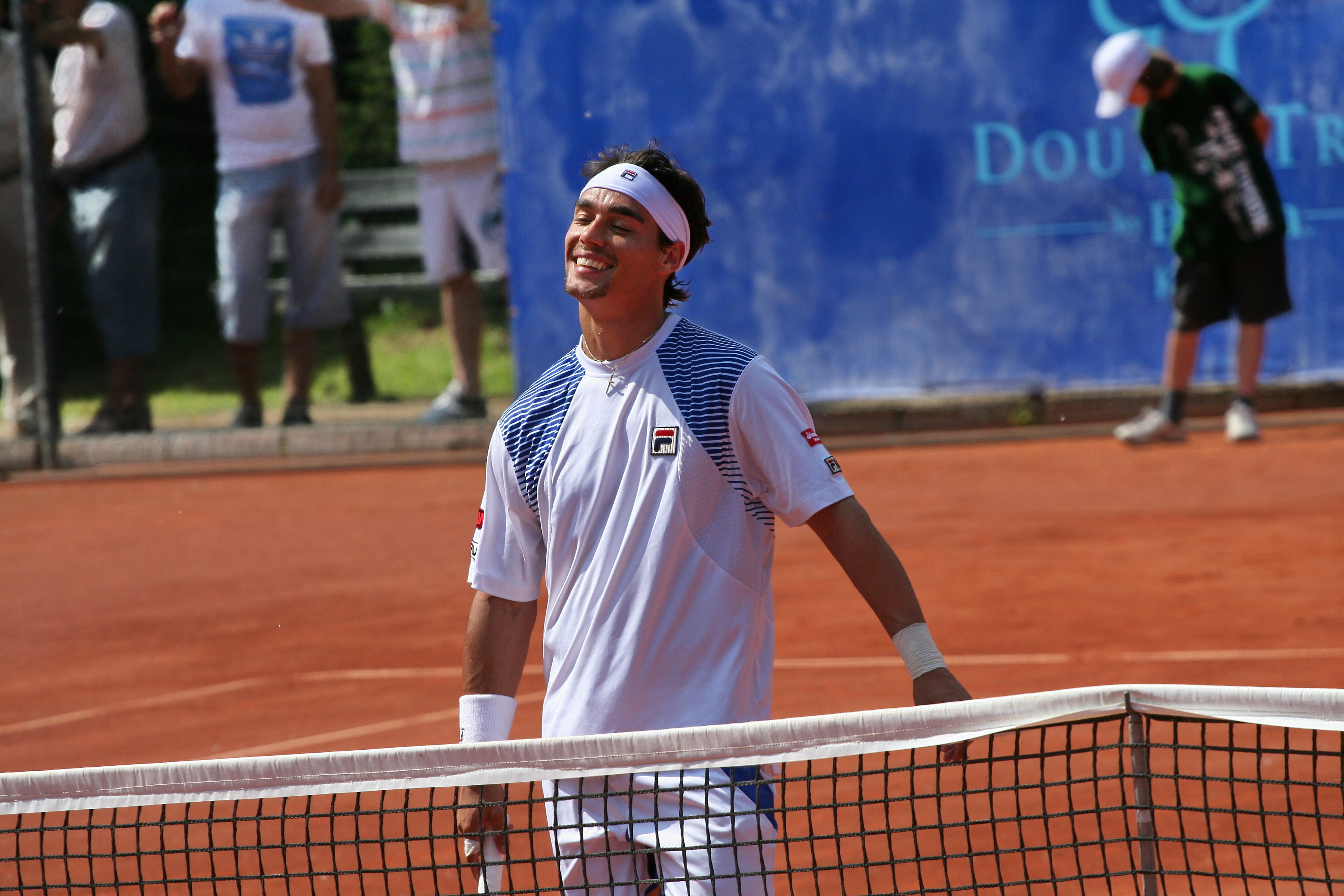
Fabio Fognini en el Košice Open 2010

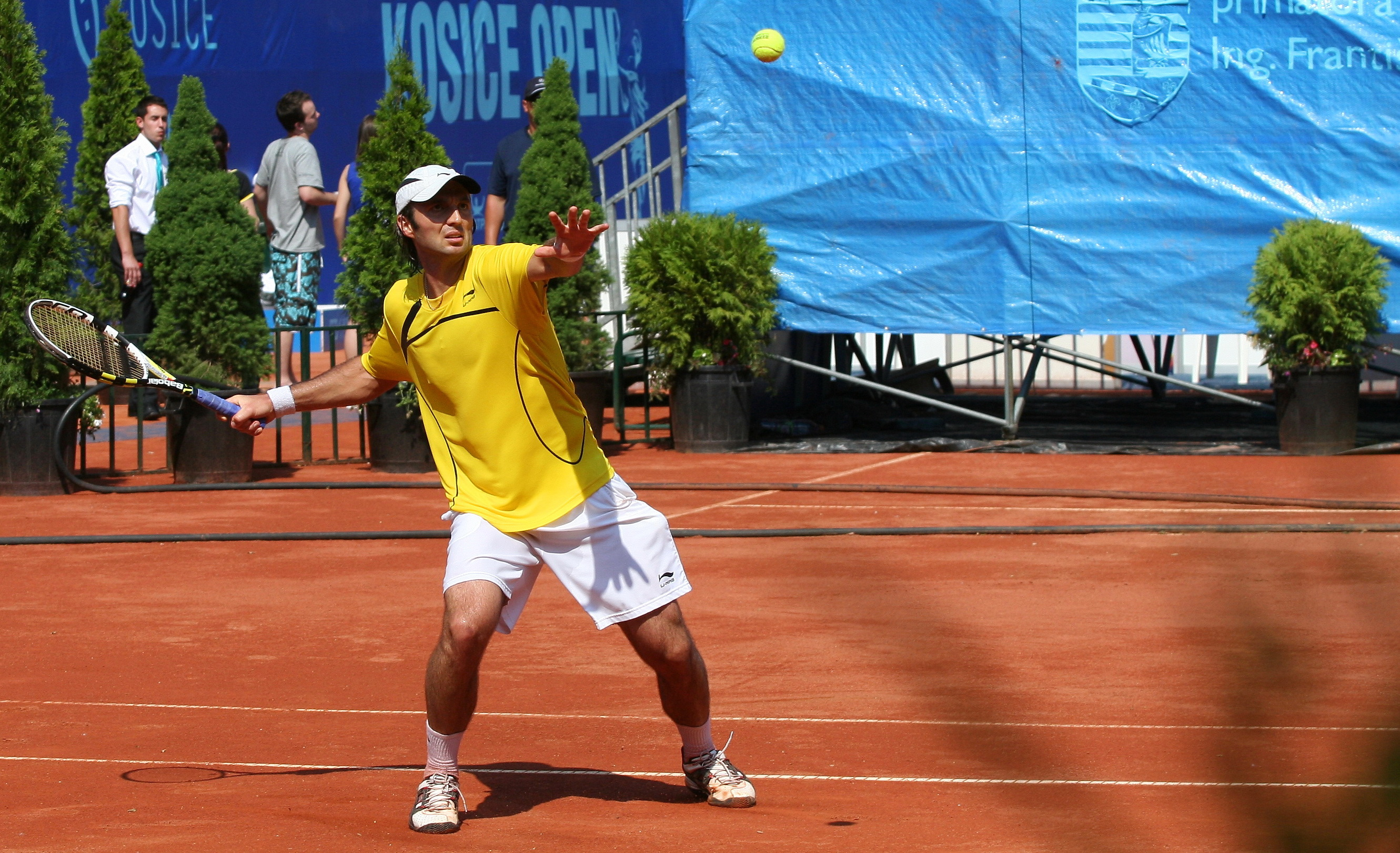
Yuri Schukin en el Košice Open 2010

El Košice Open es un torneo profesional de tenis disputado en pistas de polvo de ladrillo.Pertenece al ATP Challenger Series. Se juega desde el año 2003 sobre tierra batida , en Košice, Eslovaquia.

## Palmarés

### Individuales
| Año  | Campeón                  | Finalista               | Resultado        |
| ---- | ------------------------ | ----------------------- | ---------------- |
| 2014 | Frank Dancevic           | Norbert Gomboš          | 6-2, 3-6, 6-2    |
| 2013 | Mikhail Kukushkin        | Damir Džumhur           | 6-4, 1-6, 6-2    |
| 2012 | Aljaž Bedene             | Simon Greul             | 7–6(1), 6–2      |
| 2011 | Simon Greul              | Victor Crivoi           | 6–2, 6–1         |
| 2010 | Rubén Ramírez Hidalgo    | Filip Krajinović        | 6–3, 6–2         |
| 2009 | Stéphane Robert          | Jiří Vaněk              | 7–6(5), 7–6(5)   |
| 2008 | Lukáš Rosol              | Miguel Ángel López Jaén | 7–5, 6–1         |
| 2007 | Jérémy Chardy            | Denis Gremelmayr        | 4–6, 7–6(5), 6–4 |
| 2006 | Nicolas Devilder         | Gorka Fraile            | 6–0, 6–1         |
| 2005 | Răzvan Sabău             | Adam Chadaj             | 6–1, 6–2         |
| 2004 | Peter Luczak             | Janko Tipsarević        | 7–5, 7–5         |
| 2003 | Martín Vassallo Argüello | Hermes Gamonal          | 6–3, 6–3         |

### Dobles
| Año  | Campeones                              | Finalistas                                 | Resultado         |
| ---- | -------------------------------------- | ------------------------------------------ | ----------------- |
| 2014 | Facundo Argüello Ariel Behar           | Andriej Kapaś Błażej Koniusz               | 6-4, 7-64         |
| 2013 | Kamil Čapkovič Igor Zelenay            | Gero Kretschmer Alexander Satschko         | 6-4, 7-65         |
| 2012 | Tomasz Bednarek Mateusz Kowalczyk      | Uladzimir Ignatik Andrei Vasilevski        | 2–6, 7–5, [14–12] |
| 2011 | Simon Greul Bastian Knittel            | Facundo Bagnis Eduardo Schwank             | 2–6, 6–3, [11–9]  |
| 2010 | Miloslav Mečíř Jr. Marek Semjan        | Ricardo Hocevar Caio Zampieri              | 3–6, 6–1, [13–11] |
| 2009 | Rubén Ramírez Hidalgo Santiago Ventura | Dominik Hrbatý Martin Kližan               | 6–2, 7–6(5)       |
| 2008 | Tomasz Bednarek Igor Zelenay           | Miguel Ángel López Jaén Carles Poch-Gradin | 6–1, 4–6, 13–11   |
| 2007 | Filip Polášek Lukáš Rosol              | Leonardo Azzaro Flavio Cipolla             | 6–1, 7–6(5)       |
| 2006 | Victor Bruthans Pavel Šnobel           | Kamil Čapkovič Lukáš Lacko                 | 7–5, 5–7, 10–4    |
| 2005 | Petr Luxa Igor Zelenay                 | Johan Landsberg Harel Levy                 | 6–4, 6–2          |
| 2004 | Devin Bowen Peter Luczak               | Jan Hernych Petr Kralert                   | 6–2, 7–6(6)       |
| 2003 | Stephen Huss Myles Wakefield           | Álex López Morón Andrés Schneiter          | 6–4, 6–3          |